# Municipio de Huimilpan
El municipio de Huimilpan es uno de los 18 municipios del Estado mexicano de Querétaro. Pertenece a la Zona Metropolitana de Querétaro, se encuentra localizado en el suroeste del estado de Querétaro, forma parte de la Sierra Queretana, misma que pertenece a la Sierra Madre Oriental.
El municipio es predominantemente rural siendo así que no posee ninguna población con más de cinco mil habitantes, la cabecera municipal de nombre homónimo, Huimilpan, se encuentra a 2 200 metros sobre el nivel del mar a una distancia de 35 km de la capital del estado. Pero la localidad más poblada es El Vegil, que en 2020 contaba con 2,861 habitantes.  
El paisaje es caracterizado por un terreno muy accidentado, con cerros de pasado volcánico y una zona serrana en el sur que colinda con Amealco: en el municipio hay bosques de matorrales, pastizales zonas boscosas, sobre todo en el sur, pero la mayoría del paisaje está deforestado.  
Es un municipio relativamente joven, pues apenas se le reconoce así desde 1941 ya que antes de eso formaba parte del municipio de Amealco.

## Historia

### Época prehispánica
El territorio que hoy ocupa Huimilpan estuvo ocupado por un buen número de culturas, la más significativa de ellas siendo la Otomí, que dejó huella y aún existen pobladores con características de esta cultura.
A lo largo del curso del río Huimilpan se han descubierto dos áreas de interés arqueológico. Una de ellas está ubicada al sur del municipio, específicamente en la comunidad de San Pedro Norte, en el Cerro de Capula. Este sitio arqueológico está caracterizado por la presencia de estructuras conocidas como cuisillos, pequeños basamentos piramidales, cuya construcción se atribuye a una cultura aún no identificada. Existe una suposición de que estos antiguos habitantes podrían haber pertenecido a la cultura tarasca, basada en la existencia de un importante asentamiento humano en Chupícuaro, Guanajuato.
Aún no se han llevado a cabo investigaciones arqueológicas que nos brinden información concluyente sobre esta cultura, ni tampoco sobre la segunda área, situada en la parte norte del municipio cerca de la comunidad de El Vegil. 

### Llegada de los Españoles

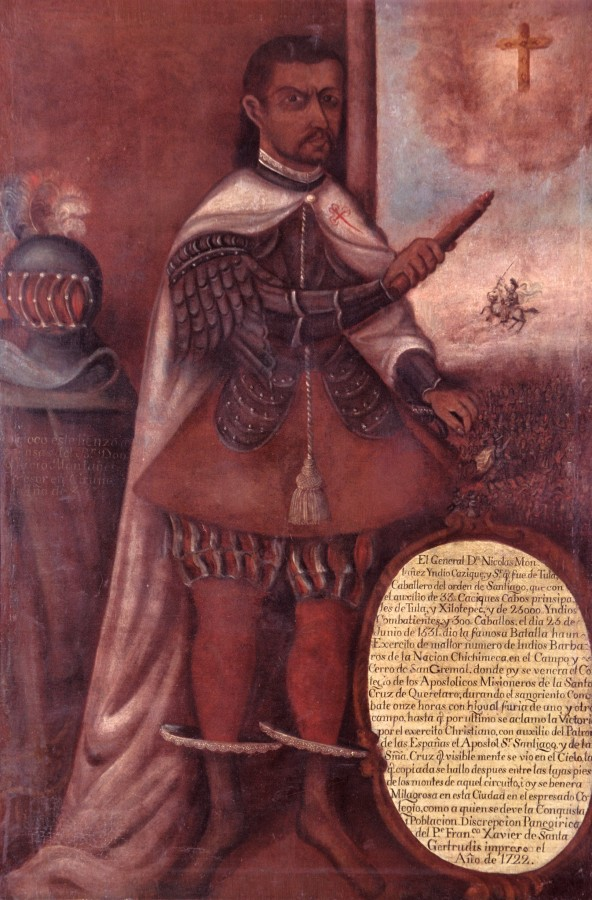
Nicolás de San Luis Montañez, conquistador del territorio actual de Humilpan.

A la llegada de los conquistadores españoles a América, se encontraron con la presencia de dos culturas distintas en la región. Por un lado, se hallaba la cultura Chichimeca, caracterizada por su estilo de vida nómada, que se sustentaba principalmente en actividades como la caza, la pesca y la recolección de frutos silvestres. Por otro lado, se encontraba la ya mencionada cultura Otomí, la cual se destacaba por ser sedentaria y por su desarrollo agrícola. Los Otomíes cultivaban diversas plantas, entre los que destacaban el maíz, la calabaza, el chile y el jitomate, los cuales constituían la base fundamental de su alimentación y sustento.
El pueblo de Huimilpan fue conquistado el 10 de julio de 1529 por el Capitán de Entradas Don Nicolás de San Luis Montañés, un cacique indígena que se decía era descendiente de reyes y emperadores de los para entonces ya caídos reinos de Tula y Xilotepec.
A nombre de la misma Corona Española, Montañes también participó en la conquista de Acámbaro en 1526, y en 1531 participaría en las San Juan del Río y Querétaro en 1531.
A partir de esta época, la administración de Huimilpan estuvo a cargo de la Orden de los Franciscanos, cuya sede estaba en El Pueblito (Corregidora). Según consta en el Libro de Indios conservado en el archivo parroquial de esta Cabecera Municipal, datado en 1716.

### Epoca Colonial
Ya en la época colonial se fundaron diez haciendas a lo largo del territorio los cuales fungieron como motores económicos de esta época, entre ellas: Los Cués, Santa Teresa, Lagunillas, Ceja de Bravo, El Vegil, Apapátaro, La Noria, Carranza, El Milagro y la de los Indios que pertenecían al pueblo de Huimilpan y se ubicaba en la trasquila a 1.5 Km de la cabecera Municipal, donde fue fundado el pueblo.
Con la Reforma Agraria los propietarios de las haciendas tuvieron que ceder parte de su territorio a los trabajadores que habitaban en la periferia de las haciendas. Así quedaron establecidas algunas de las comunidades actuales de Querétaro, siendo así que las diez haciendas anteriormente mencionadas actualmente son localidades. 

### Actualidad
El 24 de abril de 1941 se reforma la Constitución Política del Estado dividiendo su territorio en 18 municipios, erigiendo a Himilpan como municipio, durante gran parte de la historia sus territorios habían formado parte del municipio de Amealco. 
El municipio de Querétaro experimento una explosión demográfica a partir de la década de los setenta cuando la población del municipio aumento en un 67%, y desde entonces la capital del estado no ha dejado de crecer, esto impulsado por una gran migración interna hacia la capital queretana, en 2022 se estimaba que a la entidad llegaban a diario 118 personas buscando establecerse en el estado, principalmente en la capital. 
A pesar del enorme crecimiento poblacional, el crecimiento de Querétaro ha sido del tipo horizontal, en el sentido que ha adoptado un patrón expansionista enfocado en el territorio, en lugar de construcciones verticales, esto ha llevado a un crecimiento de la mancha urbana conurbándose con los municipios vecinos, principalmente Corregidora y El Marques, pero también Huimilpan que forma parte de la llamada zona metropolitana de Querétaro.
Aún así el crecimiento de la ciudad hacia la zona de Huimilpan ha sido más bien lento, y pese a su cercanía con el municipio sigue sin existir una localidad en Huimilpan que supere los cinco mil habitantes. Las razones por las que la capital no ha alcanzado el municipio son varias: el cerro del Cimatario separa ambos municipios y se convierte en una importante barrera natural que impide el crecimiento de la ciudad, además al ser un parque nacional se garantiza su conservación, aun así cabe mencionar que en 2002 generó polémica la construcción de un lujoso fraccionamiento llamado "Cumbres del Cimatario" fue edificado entre las dos áreas naturales protegidas de El Tángano y El Cimatario. 
La otra razón podría ser la ruralidad que prevalece en el municipio o lo accidentado de su geografía. En recientes años se han iniciado proyectos inmobiliarios más alejados del Cimatario, uno cerca de la comunidad del Rosario y otro en la comunidad de Guadalupe I. Sea o no un municipio muy poblado, Huimilpan es considerado parte de la zona metropolitana de Querétaro, desde la implementación de un transporte público y la pavimentación de caminos muchos habitantes de Huimilpan optan por ir a trabajar o estudiar en la capital, además a partir de la construcción del macrolibramiento de Querétaro, hay un mayor tránsito carretero en el municipio lo que impulsa la economía, lo cierto es que a pesar de su ruralidad Huimilpan ya es un municipio conurbado y si la tendencia de un crecimiento horizontal prevalece en la capital queretana solo es cuestión de tiempo para que la mancha urbana alcance Huimilpan.
En 2023 con motivo de los 494 años desde su fundación la alcaldía del municipio manifestó su deseo de buscar apoyo de la secretaria de turismo para otorgarle a Huimilpan la categoría de "pueblo mágico", un programa turístico en México, a día de hoy Huimilpan sigue sin serlo.

## Geografía
Huimilpan se sitúa en el decimoséptimo lugar en términos de extensión territorial, abarcando una superficie de 388.100 kilómetros cuadrados. Esto representa aproximadamente el 3.3% de la superficie total del Estado de Querétaro.
En su límite Este, Huimilpan comparte frontera con los municipios de Pedro Escobedo y Amealco de Bonfil, además de una pequeña porción del municipio de San Juan del Río. Al Oeste, limita con el municipio de Corregidora y el estado de Guanajuato. Hacia el Sur, colinda con el municipio de Amealco de Bonfil y los estados de Michoacán de Ocampo y Guanajuato. Al Norte, sus límites son compartidos con los municipios de El Marqués, Querétaro y Pedro Escobedo.
Las tres mayores elevaciones son el Cerro Bravo, el Cerro Grande y el Cerro Capula. 

### Hidrología
El territorio que ocupa Huimilpan esta casi totalmente dentro de dos cuencas: la denominada cuenca del río Bravo nace en las zonas más altas del municipio, al sur en el limite con Amealco, y la otra cuenca es la del río Huimilpan, dentro de la que están ubicadas la presa de San Pedro, el Zorillo y la misma cabecera municipal. 
Las dos cuencas descargan sus afluentes en la presa El Batán, ubicada en el municipio de Corregidora dando así origen al río El Pueblito que descarga sus aguas en el río Querétaro, ya en Guanajuato se unirá al río La Laja que es un afluente del río Lerma, así pues ambas cuencas pertenecen a la gran cuenca Lerma. 

### Clima.
El clima del municipio se clasifica en general como semiseco con predominancia de este en el norte del municipio, semicálido mayoritariamente en el centro, y templado subhúmedo en la en la zona serrana del sur. La temperatura media anual es de 17° C, además con lluvias en verano y con un porcentaje de lluvia invernal menor de 5, la precipitación media anual es de 650 mm superior a la estatal.

### Vegetación
El municipio de Huimilpan, cuya superficie estuvo originalmente cubierta en casi la mitad por bosques templados de encino, ha experimentado una histórica deforestación que ha reducido más del 75 % de esa área. Este proceso probablemente comenzó en la época prehispánica, continuó durante el periodo colonial y se intensificó hasta la segunda mitad del siglo XX. Otros tipos de vegetación arbórea, como los bosques tropicales caducifolios y los bosques espinosos o mezquitales, que ocupaban áreas más limitadas, fueron eliminados en más del 90 % o prácticamente por completo, respectivamente. Dicha deforestación anuado a decadas de uso del suelo con fines agropecuarios han contribuido a la casi total degradación del suelo huimilpense, incluyendo la perdida de capacidad de retencion de humedad del suelo lo que agrava las sequias.
En la actualidad el municipio de Huimilpan cuenta con una variedad de ecosistemas, a menudo en porciones pequeñas y aisladas.
En la parte norte del municipio cabe mencionar el parque nacional el Cimatario, que se extiende desde dicho cerro hasta el cerro grande de Santa Teresa, la cual aporta una superficie decretada de 2447 ha, de zona sin deforestar y en buenas condiciones, la vegetación predominante dicha zona es el bosque de matorral, bosque tropical caducifolio y bosque de encinos en ciertas áreas, especies representativas de esta zona y la parte norte del municipio son el mezquite, el palo fierro (Senna polyantha), el huizache (Vachellia farnesiana), Palo Mulato (Bursera fagaroides), el Cazahuate Blanvo (Ipomoea murucoides), y el Encino, cactaceas como el Garmbullo, el Chilayo, Nopales y Yucas, además de especies introducidad como el Pirul, Eucalipto blanco, Jacaranda y especies no nativas de pinos.
Sin embargo cabe mencionar que practicas de sobrepastoreo, recolección de leña y un proceso de reforestación inadecuado aunque buen intencionado amenaza la vegetación de la zona protegida. En el resto del Municipio, al sur, mientras la altitud se incrementa hay una mayor de presencia de bosques de encino con especies como Quercus crassipes, Quercus laurina, Quercus obtusata y Quercus rugosa. 

### Fauna
La Fauna del municipio es una propia de un ecosistema de matorrales, pastizales así como bosques de encino y selva seca o tropical caducifolio, con especies como el Cacomixtle norteño,, tlacuache, conejo, coyotes, zorra gris, ardillon de rocas, Linces (Lynx rufus escuinapae), y el venado de cola blanca, aves como el aguila de cola roja, correcaminos, zopilote, papamoscas cardenalito, carpintero cheje, o el carpinteto mexicano, además de reptiles como la lagartija espinosa mexicana, la vibora de coralillo, la vibora falsa nauyaca, y cascabel de cola negra, y anfibios como la rana arboricola mexicana, sapo espuela, ranita de cañon o tlaconete pinto.

## Economía

### Agricultura
Los productos más cultivados son: maíz 6,000 toneladas, frijol 15 toneladas, jitomate 6 toneladas, garbanzo 2 toneladas, sorgo 8 toneladas y de arroz 20 toneladas.
En fruta: almendra, chabacano, manzano, durazno, aguacate, calabaza, naranja, tejocote y pera.

### Ganadería
Es considerado un municipio ganadero. Las principales especies son el ganado bovino, ovino y el porcino.

### Silvicultura
La zona de bosques de la zona sur (Zona Pio XII) cuenta con 40,000,000 hectáreas de bosque alto, poblado de pinos, encinos, madroños, y otros. Su explotación está controlada y se mantienen sanos.

### Industria
Hay empresas de explotación, corte y labrado de cantera. En Los Cues existe un fabricante de autopartes y en San Antonio La Galera, una empresa textil. En el área de la transformación de productos alimenticios, textiles y algunos de materiales para la construcción, hay empresas establecidas principalmente en la cabecera y en la  Comunidad De Pio XII.

## Turismo
El parque nacional Cimatario está al norte, en el límite con el municipio de Querétaro, lo mismo que Mundo Cimacuático, parque recreativo manejado por el estado con zona balnearia y para campamento. 

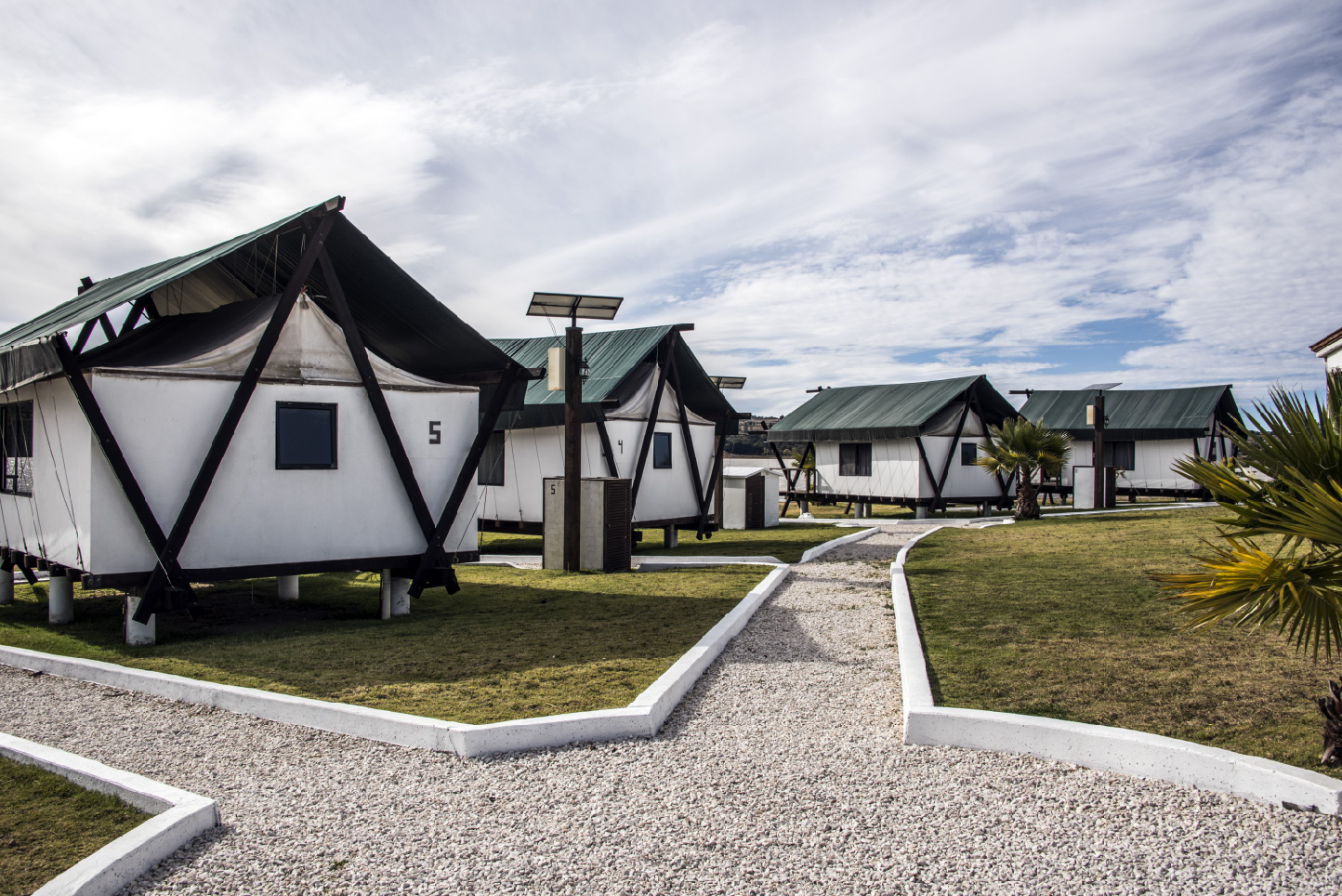
Cabañas en Huimilpan

En San Pedro se encuentra el Museo Comunitario el cual contiene piezas prehispánicas que han sido recolectadas por los habitantes de la comunidad. En la Presa Miguel Domínguez (Presa San Pedro) de esta localidad se puede realizar pesca deportiva y en sus alrededores, practicar ciclismo, dar caminatas y acampar. Cada año se realiza un torneo anual de pesca en esta presa. 
La comunidad El Vegil es un mundo de tradiciones religiosas, desde La Semana Santa con estilo inigualable de ver esta época. En las faldas del Cerro del Cristo Dormido, cerca de esta comunidad, se encuentra la entrada a una cueva protagonista de una leyenda que cautiva. Cerca del cerro también se puede visitar una pequeña capilla con casi 129 años de antigüedad que se utiliza como Culto a la Ascensión del Señor. 
Otra de las tradiciones de El Vegil es la Bendición de Elotes, fiesta patronal que se realiza a mediados de octubre en el que celebran con música, comida y la quema del castillo. En una iglesia de esta comunidad se encuentra el Señor de Las Maravillas, conocido a nivel nacional porque le hace honor a su nombre.
En la cabecera municipal se celebran las fiestas de San Isidro, el aniversario de la fundación, las fiestas patrias, las fiestas de San Miguel Arcángel, el Día de Muertos y a la Virgen de Guadalupe. 
Muy cerca de la cabecera municipal se encuentra El Aserrín, zona en donde se puede practicar ciclismo de montaña, campismo y senderismo. 
El Observatorio Ilalux cuenta con uno de los telescopios ópticos más grandes del país, realizan conferencias, cursos, clases de astronomía. Hay zona de acampar para los grupos de observación. 
En las comunidades de Lagunillas, La Ceja, Neverías, Pío XII, La Cuesta, El Salto de la Cantera, Paniagua, El Mirador, La Presita, Puerta de Tepozán y El Zorzillo se encuentran múltiples bancos de cantera. Es por esto que Huimilpan es conocido por la elaboración de artesanías con este material algunos de los productos que la gente de la región realiza son fuentes, fachadas, columnas, ceniceros, relojes y figuras decorativas. 
Algunos de los platillos que se pueden encontrar en Huimilpan son los nopales en penca, caldo de borrego, tamales con carne de puerco, quelites, mole, carnitas, chicharrón de res y barbacoa de carnero. También se realizan dulces como ates y jaleas de membrillo, pera y tejocote, así como dulces con leche.
En la comunidad de Pío XII se festeja a la virgen de Fátima en su capilla principal, así como al señor Santiago Apóstol antes de la entrada a la Nevería por Pío XII, así como el tradicional viacrucis desde la capilla de Nuestra Señora de Fátima hasta la entrada de Pío XII, también las tradicionales posadas, festejadas en la capilla de Nuestra Señora de Fátima y el concurso de la Flor Más Bella, también se festeja el día de muertos, y se hace la bendición de elotes. También en la comunidad de Pío XII hay 5 lugares de cabañas en medio del bosque (Sierra de Pío XII) y 3 lugares naturales protegidos, así como lugares dedicados a la siembra del maíz y otros tipos de cultivo en los cuales se dan explicaciones sobre este tema.